# Haagsche Delftsche Mixed Hockey Club
Haagsche Delftsche Mixed (HDM) je klub u športu hokeju na travi iz Haaga.
Utemeljen je 8. veljače 1908. Utemeljili su ga studenti iz Delfta koji su željeli igrati hokej na travi sa svojim djevojkama iz Haaga.
HDM-ova prva momčad je osvojila nizozemsko prvenstvo u hokeju na travi 1924., 1930., 1931., 1935., 1941., 1942. te 1992. Danas HDM-ova momčad igra u nizozemskoj 2. ligi, zvanoj Overgangsklasse.
HDM-ova djevojčad igra u nizozemskoj prvoj ligi, Hoofdklasse. 

## Poznati igrači i igračice
- Max Westerkamp
- Carina Benninga
- Marc Benninga
- Wendy Fortuin
- Russell Garcia
- Julian Halls
- Nicole Koolen
- Martine Ohr
- Wouter van Pelt
- Koen Pijpers
- Hanneke Smabers
- Minke Smabers
- Macha van der Vaart
- Ingrid Wolff

## Vanjske poveznice
- (nizoz.) Službene klupske stranice
- (nizoz.) Klupske stranice povodom obljetnice